# Landssammenslutningen af Kursusstuderende
Landssammenslutningen af Kursusstuderende (LAK) var en interesseorganisation, der fra 1964 til 2006 organiserede forskellige grupper af kursister såsom studenterkursister, hf-kursister, voksenkursister, m.fl. Organiseringen skete bl.a. gennem de forskellige kursussteders elevråd og kursistråd.
Organisationen blev oprindeligt stiftet i 1964 som De Kursusstuderendes Landsråd, men med oprettelsen af højere forberedelseseksamen, HF skiftede organisationen dog navn til Landssammenslutningen af Kursusstuderende i 1968.
LAK definerede bl.a. sit arbejde som  "at arbejde for de studerendes krav samt for lighed i uddannelsessystemet for alle gennem konsekvent uddannelsespolitik uden partipolitiske hensyn".
Ud over formålet med at varetage de forskellige kursusstuderendes interesser, så blev LAK også i begyndelsen af 1970'erne medlem af De Uddannelsessøgendes Samarbejdsudvalg, DUS, og efterhånden blev forskellige udenomsparlamentariske aktiviteter en hjørnesten i LAK's arbejde.
I september 1972 etablerede LAK et fælles sekretariat sammen med Landsorganisationen af Elever og Danske Gymnasieelevers Sammenslutning et fællesskab der varede ved frem til begyndelsen af 1990'erne.
I lighed med flere af organisationerne i 1970'ernes elev- og studenterbevægelse blev LAK også indviklet i en politisk fløjkamp mellem forskellige grupper på den danske venstrefløj, herunder især Danmarks Kommunistiske Ungdom.
I en kort periode fra 1977 til 1980(?) fik LAK konkurrence i organiseringen af de kursusstuderende fra en organisation der kaldte sig Kursusstuderendes Tværpolitiske Organisation, KTO.
I 2006 blev LAK nedlagt, og organiseringen af de kursustuderende varetages nu i væsentlig grad af Danske Gymnasieelevers Sammenslutning.
De bevarede dele af LAK's arkiv befinder sig i dag på Arbejderbevægelsens Bibliotek og Arkiv, ABA.